# Sint Odiliënberg
Sint Odiliënberg (nizozemsko: [sɪnt oːˈdilijə(m)bɛr(ə)x]) je vas na jugovzhodu Nizozemske, leži v Roerdalenu v Limburgu v dolini reke Rur. Leži vzhodno od  Meusa v dolini Rural. Je eno izmed šestih središč občine Roerdalen. Vas ima kulturnozgodovinski pomen zaradi tamkajšnje  bazilike svetega Vira, Plehelmusa in Otgerja iz 11. stoletja in sosednje kapele Naše Gospe in  gradu Hoosden.

## Zgodovina
Rimljani so se tukaj naselili zelo zgodaj. Okrog leta 700 so menihi misijonarji iz Northumbrije  sveti Viro, Plehelmus in Otgerus tam zgradili samostan, ki je bil pomemben pri pokristjanjevanju Nizozemske. V času vikinških vpadov je tu našla zavetje utrechtska duhovščina.

### Etimologija
Najzgodnejši viri ne omenjajo Sint Odiliënberg, ampak Petrusberg. V življenjepisu (biografiji) svetega Vira se na primer govori o "mons petri" (Petrovi gori). Vas se prvič omenja v prvi polovici 9. stoletja kot "Mons Petri". Sedanje ime pomeni "hrib Odile Alzaške". V drugih virih se govori o Bergu (gori), na primer v darilni listini iz leta 858, kjer se govori o kapeli sv. Petra , »ki se imenuje Bergh«. Tudi leta 870 v pogodbi iz Meerssena je govora o 'Berchu'. Leta 943 se pojavlja ime 'Hereberc' , leta 1057 in 1131 pa ime 'Berche'. 
Leta 1297 se prvič uporablja izraz – po postavitvi Magdaleninega oltarja – o »Mons Odylie« (Odiliënberg). Poleg tega latinskega črkovanja najdemo tudi srednje nizozemske različice, kot so Ullemberghe (1525), Udelenberge in Odelenberg. Ime Berg(he) se prav tako še vedno uporablja, kot leta 1422 in v zvezi z vključitvijo župnije v kapitelj leta 1430. Po besedah sestre Marije Mateje, prednice Taborskega priorata , je bil Odiliënberg v preteklosti, tako kot danes, uradno ime, Berg pa neformalno. 
Ni jasno, ali je Odiliënberg dobil ime po Odiliji iz Alzacije ali  Odiliji iz Kölna. Čeprav je v baziliki kip Odilije iz Kölna, obstajajo dokazi, da se samo ime nanaša na Odilijo iz Alzacije. Alzacija je tudi kraj kjer se nahaja gora Odiliën, Mont Sainte-Odile. Balderik, škof v Utrechtu, ki je sredi 10. stoletja obnovil cerkev svetega Odiliënberga, je leta 966 obiskal samostan Hohenburg (danes Mont Sainte-Odile). Drugi pokazatelj je, da je papež Leon IX. , ki je bil zavetnik Hohenburga in je izhajal iz iste družine kot Odilija Alzaška, veliko pomenil za Lotaringijo, kjer je ustanovil in podpiral več samostanov, vključno z verjetno samostanom svetega Odiliënberga.

### Srednji vek
Po izročilu so samostan v Sint Odiliënbergu v začetku 8. stoletja ustanovili misijonarji Viro, Plehelmus in Otgerus. Po istem izročilu naj bi bili tudi pokopani v Sint Odiliënbergu. Leta 857 se je utrechtski škof Hungerus Frisus zaradi plenjenja Vikingov v okolici Utrechta začasno preselil v Sint Odiliënberg. Leta 954 naj bi škof Balderik iz Utrechta preselil skoraj celotno Plehelmusovo telo v cerkev Oldenzaal, ki je bila od takrat naprej tudi posvečena temu svetniku.  Leta 1361 so preostale relikvije prenesli v Roermond. 12. maja 1686 je bil del teh vrnjen v Sint Odiliënberg.
2. januarja 858 je Lotar II., kralj Lotaringije, podaril ta samostan in druge posesti Hungerju, škofu Utrechta. Razlog za to je bil izgon škofa iz mesta Utrechta s strani Vikingov.  Škof Hunger je pozneje ustanovil kapitelj v Sint Odiliënbergu .
Ta donacija je morala biti pomembna, saj je škof Balderik leta 943 hčerki nekega grofa Reinerja ali Raynerja in njenima sinovoma dal v užitek 65 kmetij v Roerju, Leropu, Linneju, Swalmenu, Vlodropu, Asseltu, Melicku in Maasnielu.
Po tem je moč škofije Utrecht še naprej upadala. Listina iz leta 1057 kaže, da je imel škof le posesti v Sint Odiliënbergu in Linnu. Leta 1222 je bil Utrechtski škof Oton II. prisiljen podeliti svoj alodij  Gerhardu III., grofu Gelderskemu. Cerkveno je sveti Odiliënberg spadal v škofijo Liège. Samostan je bil preoblikovan v posvetni kapitelj, v katerem je bil kot predstojnik eden od proštov stolne cerkve v Utrechtu.
Od sredine 13. stoletja je bil Sint Odiliënberg del Urada Montfort , ki je bil del Vojvodina Gelders.  Leta 1361 je bil po nasvetu škofa iz Liègea kapitelj Sint Odiliënberga prestavljen v Roermond zaradi sporov med Heeckereni in Bronckhorsti. Leta 1437 je bil samostan Saint Odiliënberg podarjen Redu božjega groba. Približno 70 let prej, leta 1365, so kanoniki Sint Odiliënberga prevzeli v uporabo dobrine reda Ivanovcev ( cerkve Svetega Duha s pritiklinami). Donacija svetega Odiliënberga Božjemu grobu je bila morda zamenjava za cerkev Svetega Duha. 
Red božjega groba je samostan začel uporabljati šele leta 1467, verjetno zaradi pomanjkanja menihov. Pod prvim priorjem, Janezom Abroeškim, je Sint Odiliënberg prerasel v središče reda na Nizozemskem in v Nemčiji. Od leta 1482 dalje so bili kanoniki Božjega groba vključeni tudi v službo župnije v Sint Odiliënbergu.  Od leta 1485 je bil prior Sint Odiliënberga tudi provincialni vikar Spodnje Nemčije.
Iz Sint Odiliënberga je bilo ustanovljenih več kot trideset samostanov, na primer samostan Hoogcruts (ustanovljen okoli leta 1498), samostan Trans-Cedron v Venlu (prevzet leta 1500) in Bonnefantenklooster v Maastrichtu.
Po osemdesetletni vojni je to območje prišlo pod špansko oblast; leta 1715 je bila predana republiki Nizozemski. Do reorganizacije francoske občinske uprave je St. Odiliënberg pripadal upravni enoti, znani kot Urad Montfort. Leta 1810 je postala ločena komuna/občina. Leta 1991 se je občina Sint Odiliënberg združila v Urad Montfort, ki se je januarja 2007 združila v občino Roerdalen.

## Zanimivosti
Na hribu stoji romanska bazilika z dvema zvonikoma iz 11. stoletja. Ob baziliki je kapela iz 10. stoletja, ki je bila prvotno župnijska cerkev.
- Bazilika sv. Vira, Plehelmusa in Otgerusa
- Onze-Lieve-Vrouwekapel
- Kapela svete Ane ali Marijina kapela
- Dvorec Hoosden
- Grad Frymerson
- Zdravilni križ Sint Odiliënberga
- Priorat Thabor
- Muzej regije Rur, na Kerkplein 10
- Grobišče Bergerbos
- Mlin Verbeek, kamniti tračni mlin, ki je opremljen kot mlin za žito.
- Monumentalne »kmetije« na Leropperweg 19 (iz leta 1762) in Leropperweg 32 (»Jongenhof«) iz leta 1691

## Galerija slik
- Sint Odiliënberg, bazilika
- Sint Odiliënberg, mlin na veter: mlin iz Verbeeka
- Bazilika in Kapela Naše Ljube Gospe
- Trg s kipom Presvetega srca
- Grad Hoosden
- Grad Frymerson
- Pogled na stolp in gospodarsko poslopje